# Liga dos Campeões da UEFA de 2023–24 – Fase Final
A fase eliminatória da Liga dos Campeões da UEFA de 2023–24 começou em 13 de fevereiro com as oitavas de final e terminou em 1 de junho de 2024 com a final no Estádio de Wembley, em Londres para decidir o campeões da Liga dos Campeões da UEFA de 2023–24. Um total de 16 equipes competiram na fase eliminatória.
Os horários são CET / CEST, conforme listado pela UEFA (os horários locais, se diferentes, estão entre parênteses).

## Equipes qualificadas
A fase eliminatória envolve as 16 equipes que se classificam como vencedoras e vice-campeãs de cada um dos oito grupos da fase de grupos

| Grupo | Líderes de grupo   | Vice-líderes de grupo |
| ----- | ------------------ | --------------------- |
| A     | Bayern de Munique  | København             |
| B     | Arsenal            | PSV Eindhoven         |
| C     | Real Madrid        | Napoli                |
| D     | Real Sociedad      | Internazionale        |
| E     | Atlético de Madrid | Lazio                 |
| F     | Borussia Dortmund  | Paris Saint-Germain   |
| G     | Manchester City    | RB Leipzig            |
| H     | Barcelona          | Porto                 |

## Formato
Cada eliminatória da fase a eliminar, exceto a final, é disputada a duas mãos, com cada equipa a jogar uma mão em casa. A equipe que marcar mais gols no total nas duas mãos avança para a próxima fase. Se o placar agregado estiver empatado, serão jogados 30 minutos de prorrogação (a regra dos gols fora de casa não se aplica). Se o placar ainda estiver empatado no final da prorrogação, os vencedores serão decididos na disputa de pênaltis. Na final, disputada em partida única, se o placar estiver empatado no final do tempo normal, será disputada prorrogação, seguida de disputa de pênaltis se o placar ainda estiver empatado.
O mecanismo dos sorteios para cada rodada é o seguinte:
- No sorteio das oitavas de final, os oito vencedores dos grupos são classificados e os oito segundos classificados dos grupos não são classificados. As equipes classificadas são sorteadas contra as equipes não classificadas, com as equipes classificadas sediando a segunda mão. Equipes do mesmo grupo ou da mesma federação, não poderão se enfrentar.
- Nos sorteios das quartas de final e semifinais não há cabeças-de-série e equipes do mesmo grupo ou da mesma federação, podem se enfrentar. Como os sorteios das quartas de final e das semifinais são realizados juntos antes do jogo das quartas de final, a identidade dos vencedores das quartas de final não é conhecida no momento do sorteio das semifinais. Também é realizado um sorteio para determinar qual vencedor da semifinal será designado como o time da "casa" da final (para fins administrativos, por ser disputada em campo neutro).

Para as quartas de final e semifinais, os times da mesma cidade não estão programados para jogar em casa no mesmo dia ou em dias consecutivos, por questões de logística e controle de torcida. Para evitar tal conflito de calendário, se as duas equipas forem sorteadas para jogar em casa na mesma mão, a ordem das partidas da eliminatória envolvendo a equipa com a classificação nacional mais baixa na época de qualificação é invertida em relação ao sorteio original.

## Agenda
O calendário é o seguinte (todos os sorteios são realizados na sede da UEFA, em Nyon, na Suíça)
| Fase             | Data do sorteio        | Partida de ida                                    | Partida de volta                                  |
| ---------------- | ---------------------- | ------------------------------------------------- | ------------------------------------------------- |
| Oitavas de final | 18 de dezembro de 2023 | 13–14 e 20–21 de fevereiro de 2024                | 5–6 e 12–13 de março de 2024                      |
| Quartas de final | 15 de março de 2024    | 9–10 de abril de 2024                             | 16–17 de abril de 2024                            |
| Semifinais       | 15 de março de 2024    | 30 de abril a 1 de maio de 2024                   | 7–8 de maio de 2024                               |
| Final            | 15 de março de 2024    | 1 de junho de 2024 no Estádio de Wembley, Londres | 1 de junho de 2024 no Estádio de Wembley, Londres |

## Oitavas de final
O sorteio das oitavas de final foi realizado em 18 de dezembro de 2023.  A partida de ida foi disputada nos dias 13, 14, 20 e 21 de fevereiro, e a partida de volta nos dias 5, 6, 12 e 13 de março de 2024.
| Equipe 1            | Total       | Equipe 2           | 1.º jogo | 2.º jogo |
| ------------------- | ----------- | ------------------ | -------- | -------- |
| København           | 2–6         | Manchester City    | 1–3      | 1–3      |
| RB Leipzig          | 1–2         | Real Madrid        | 0–1      | 1–1      |
| Lazio               | 1–3         | Bayern de Munique  | 1–0      | 0–3      |
| Paris Saint-Germain | 4–1         | Real Sociedad      | 2–0      | 2–1      |
| Internazionale      | 2–2 (2–3 p) | Atlético de Madrid | 1–0      | 1–2      |
| PSV Eindhoven       | 1–3         | Borussia Dortmund  | 1–1      | 0–2      |
| Porto               | 1–1 (2–4 p) | Arsenal            | 1–0      | 0–1      |
| Napoli              | 2–4         | Barcelona          | 1–1      | 1–3      |

### Partidas de ida
| 13 de fevereiro de 2024 | København    | 1 – 3     | Manchester City                                    | Estádio Parken, Copenhaga                                |
| 21:00                   | Mattsson 34' | Relatório | De Bruyne 10' · Bernardo Silva 45+1' · Foden 90+2' | Público: 35 853 Árbitro: ESP José María Sánchez Martínez |

| 13 de fevereiro de 2024 | RB Leipzig | 0 – 1     | Real Madrid     | Red Bull Arena, Leipzig                   |
| 21:00                   |            | Relatório | Brahim Díaz 48' | Público: 45 028 Árbitro: BIH Irfan Peljto |

| 14 de fevereiro de 2024 | Lazio              | 1 – 0     | Bayern de Munique | Estádio Olímpico, Roma                         |
| 21:00                   | Immobile 69' (pen) | Relatório |                   | Público: 57 470 Árbitro: FRA François Letexier |

| 14 de fevereiro de 2024 | Paris Saint-Germain      | 2 – 0     | Real Sociedad | Parc des Princes, Paris                  |
| 21:00                   | Mbappé 58' · Barcola 70' | Relatório |               | Público: 46 435 Árbitro: ITA Marco Guida |

| 20 de fevereiro de 2024 | PSV Eindhoven     | 1 – 1     | Borussia Dortmund | Philips Stadion, Eindhoven                   |
| 21:00                   | de Jong 56' (pen) | Relatório | Malen 24'         | Público: 34 950 Árbitro: SRB Srđan Jovanović |

| 20 de fevereiro de 2024 | Internazionale | 1 – 0     | Atlético de Madrid | San Siro, Milão                            |
| 21:00                   | Arnautović 79' | Relatório |                    | Público: 73 709 Árbitro: ROM István Kovács |

| 21 de fevereiro de 2024 | Napoli      | 1 – 1     | Barcelona       | Estádio Diego Armando Maradona, Nápoles   |
| 21:00                   | Osimhen 75' | Relatório | Lewandowski 60' | Público: 49 529 Árbitro: GER Felix Zwayer |

| 21 de fevereiro de 2024 | Porto        | 1 – 0     | Arsenal | Estádio do Dragão, Porto                      |
| 21:00 (20:00 WET)       | Galeno 90+4' | Relatório |         | Público: 49 111 Árbitro: NED Serdar Gözübüyük |

### Partidas de volta
| 5 de março de 2024 | Bayern de Munique            | 3 – 0     | Lazio | Allianz Arena, Munique                     |
| 21:00              | Kane 38', 66' · Müller 45+2' | Relatório |       | Público: 75 000 Árbitro: SLO Slavko Vinčić |

Bayern de Munique venceu por 3–1 no placar agregado.
| 5 de março de 2024 | Real Sociedad | 1 – 2     | Paris Saint-Germain | Estádio Anoeta, San Sebastián               |
| 21:00              | Merino 89'    | Relatório | Mbappé 15', 56'     | Público: 39 336 Árbitro: ENG Michael Oliver |

Paris Saint-Germain venceu por 4–1 no placar agregado.
| 6 de março de 2024 | Real Madrid         | 1 – 1     | RB Leipzig | Estádio Santiago Bernabéu, Madrid         |
| 21:00              | Vinícius Júnior 65' | Relatório | Orbán 68'  | Público: 76 126 Árbitro: ITA Davide Massa |

Real Madrid venceu por 2–1 no placar agregado.
| 6 de março de 2024 | Manchester City                        | 3 – 1     | København       | City of Manchester Stadium, Manchester   |
| 21:00 (20:00 GMT)  | Akanji 5' · Álvarez 9' · Haaland 45+3' | Relatório | Elyounoussi 29' | Público: 51 531 Árbitro: NOR Espen Eskås |

Manchester City venceu por 6–2 no placar agregado.
| 12 de março de 2024 | Barcelona                                        | 3 – 1     | Napoli       | Estádio Olímpico Lluís Companys, Barcelona  |
| 21:00               | Fermín López 15' · Cancelo 17' · Lewandowski 83' | Relatório | Rrahmani 30' | Público: 50 301 Árbitro: NED Danny Makkelie |

Barcelona venceu por 4–2 no placar agregado.
| 12 de março de 2024 | Arsenal      | 1 – 0 (pro) | Porto | Emirates Stadium, Londres                   |
| 21:00 (20:00 GMT)   | Trossard 41' | Relatório   |       | Público: 60 257 Árbitro: FRA Clément Turpin |

|                            |       | Penalidades                |  |
| Ødegaard Havertz Saka Rice | 4 – 2 | Pepê Wendell Grujić Galeno |  |

1–1 no placar agregado. Arsenal vence por 4–2 na disputa por pênaltis.
| 13 de março de 2024 | Atlético de Madrid        | 2 – 1 (pro) | Internazionale | Estádio Metropolitano, Madrid                 |
| 21:00               | Griezmann 35' · Depay 87' | Relatório   | Dimarco 33'    | Público: 69 196 Árbitro: POL Szymon Marciniak |

|                              |       | Penalidades                                 |  |
| Depay Ñíguez Riquelme Correa | 3 – 2 | Çalhanoğlu Sánchez Klaassen Acerbi Martínez |  |

2–2 no placar agregado. Atlético de Madrid vence por 3–2 na disputa por pênaltis.
| 13 de março de 2024 | Borussia Dortmund      | 2 – 0     | PSV Eindhoven | Signal Iduna Park, Dortmund                 |
| 21:00               | Sancho 3' · Reus 90+5' | Relatório |               | Público: 81 365 Árbitro: ITA Daniele Orsato |

Borussia Dortmund venceu por 3–1 no placar agregado.

## Quartas de final
O sorteio das quartas de final foi realizado em 15 de março de 2024. A partida de ida será disputada em 9 e 10 de abril, e a partida de volta em 16 e 17 de abril de 2024.
| Equipe 1            | Total       | Equipe 2          | 1.º jogo | 2.º jogo |
| ------------------- | ----------- | ----------------- | -------- | -------- |
| Arsenal             | 2–3         | Bayern de Munique | 2–2      | 0–1      |
| Real Madrid         | 4–4 (4–3 p) | Manchester City   | 3–3      | 1–1      |
| Atlético de Madrid  | 4–5         | Borussia Dortmund | 2–1      | 2–4      |
| Paris Saint-Germain | 6–4         | Barcelona         | 2–3      | 4–1      |

### Partidas de ida
| 9 de abril de 2024 | Arsenal                 | 2 – 2     | Bayern de Munique           | Emirates Stadium, Londres                 |
| 21:00 (20:00 GMT)  | Saka 12' · Trossard 76' | Relatório | Gnabry 18' · Kane 32' (pen) | Público: 60 221 Árbitro: SWE Glenn Nyberg |

| 9 de abril de 2024 | Real Madrid                                        | 3 – 3     | Manchester City                              | Estádio Santiago Bernabéu, Madrid              |
| 21:00              | Rúben Dias 12' (g.c.) · Rodrygo 14' · Valverde 79' | Relatório | Bernardo Silva 2' · Foden 66' · Gvardiol 71' | Público: 76 680 Árbitro: FRA François Letexier |

| 10 de abril de 2024 | Atlético de Madrid    | 2 – 1     | Borussia Dortmund | Estádio Metropolitano, Madrid            |
| 21:00               | De Paul 4' · Lino 32' | Relatório | Haller 81'        | Público: 68 641 Árbitro: ITA Marco Guida |

| 10 de abril de 2024 | Paris Saint-Germain       | 2 – 3     | Barcelona                           | Parc des Princes, Paris                     |
| 21:00               | Dembélé 48' · Vitinha 50' | Relatório | Raphinha 37', 62' · Christensen 77' | Público: 47 470 Árbitro: ENG Anthony Taylor |

### Partidas de volta
| 16 de abril de 2024 | Borussia Dortmund                                      | 4 – 2     | Atlético de Madrid              | Signal Iduna Park, Dortmund                |
| 21:00               | Brandt 34' · Maatsen 39' · Füllkrug 71' · Sabitzer 74' | Relatório | Hummels 49' (g.c.) · Correa 64' | Público: 81 365 Árbitro: SLO Slavko Vinčić |

Borussia Dortmund venceu por 5–4 no placar agregado.
| 16 de abril de 2024 | Barcelona    | 1 – 4     | Paris Saint-Germain                               | Estádio Olímpico Lluís Companys, Barcelona |
| 21:00               | Raphinha 12' | Relatório | Dembélé 40' · Vitinha 54' · Mbappé 61' (pen), 89' | Público: 50 309 Árbitro: ROM István Kovács |

PSG venceu por 6–4 no placar agregado.
| 17 de abril de 2024 | Bayern de Munique | 1 – 0     | Arsenal | Allianz Arena, Munique                      |
| 21:00               | Kimmich 63'       | Relatório |         | Público: 75 000 Árbitro: NED Danny Makkelie |

Bayern de Munique venceu por 3–2 no placar agregado.
| 17 de abril de 2024 | Manchester City | 1 – 1 (pro) | Real Madrid | City of Manchester Stadium, Manchester      |
| 21:00 (20:00 GMT)   | De Bruyne 76'   | Relatório   | Rodrygo 12' | Público: 52 306 Árbitro: ITA Daniele Orsato |

|                                                   |       | Penalidades                                 |  |
| Álvarez Bernardo Silva Kovačić Phil Foden Ederson | 3 – 4 | Modrić Bellingham Vázquez Fernández Rüdiger |  |

4–4 no placar agregado. Real Madrid vence por 4–3 na disputa por pênaltis.

## Semifinais
O sorteio das semifinais será realizado em 15 de março de 2024. A partida de ida será disputada em 30 de abril e 1 de maio, e a partida de volta em 7 e 8 de maio de 2024.
| Equipe 1          | Total | Equipe 2            | 1.º jogo | 2.º jogo |
| ----------------- | ----- | ------------------- | -------- | -------- |
| Borussia Dortmund | 2–0   | Paris Saint-Germain | 1–0      | 1–0      |
| Bayern de Munique | 3–4   | Real Madrid         | 2–2      | 1–2      |

### Partidas de ida
| 30 de abril de 2024 | Bayern de Munique         | 2 – 2     | Real Madrid                    | Allianz Arena, Munique                      |
| 21:00               | Sané 53' · Kane 57' (pen) | Relatório | Vinícius Júnior 24', 83' (pen) | Público: 75 000 Árbitro: FRA Clément Turpin |

| 1 de maio de 2024 | Borussia Dortmund | 1 – 0     | Paris Saint-Germain | Signal Iduna Park, Dortmund                 |
| 21:00             | Füllkrug 36'      | Relatório |                     | Público: 81 365 Árbitro: ENG Anthony Taylor |

### Partidas de volta
| 7 de maio de 2024 | Paris Saint-Germain | 0 – 1     | Borussia Dortmund | Parc des Princes, Paris                     |
| 21:00             |                     | Relatório | Hummels 50'       | Público: 46 435 Árbitro: ITA Daniele Orsato |

Borussia Dortmund venceu por 2–0 no placar agregado.
| 8 de maio de 2024 | Real Madrid       | 2 – 1     | Bayern de Munique | Estádio Santiago Bernabéu, Madrid             |
| 21:00             | Joselu 88', 90+1' | Relatório | Davies 68'        | Público: 76 579 Árbitro: POL Szymon Marciniak |

Real Madrid venceu por 4–3 no placar agregado.

## Final
A final foi disputada em 1 de junho de 2024, no Estádio de Wembley, em Londres. O sorteio foi realizado no dia 15 de março de 2024, após os sorteios das quartas e semifinais, para determinar a equipe “da casa” para fins administrativos.
| 1 de junho de 2024 | Borussia Dortmund | 0 – 2     | Real Madrid                        | Estádio de Wembley, Londres                |
| 20:00 (UTC+1)      |                   | Relatório | Carvajal 74' · Vinícius Júnior 83' | Público: 86 212 Árbitro: SVN Slavko Vinčić |